# Michael Spielmann (Eisschnellläufer)
Michael Spielmann (* 23. Januar 1970 in Ost-Berlin) ist ein ehemaliger deutscher Eisschnellläufer. 

## Karriere
Spielmanns größter Erfolg war am 11. März 1989, als er die 1500 m in der Weltmeisterschaft gewann. Im Jahr 1987 gewann er die Bronzemedaille im Fünfkampf bei den World Junior Championships in Strömsund. Ein Jahr später bei der Junioren-WM in Seoul gewann er im gleichen Wettbewerb die Goldmedaille. Bei den Olympischen Spielen in Lillehammer 1994 erreichte er den 20. Platz.